# یاروسلاف لسیف
یاروسلاف لسیف (اوکراینی: Яросла́в Васи́льович Ле́сів؛ ۳ ژانویهٔ ۱۹۴۵ – ۱۰ اکتبر ۱۹۹۱) فعال حقوق بشر، و شاعر اهل اتحاد جماهیر شوروی سوسیالیستی بود.